# 511 г. пр.н.е.

## Събития

### В Азия

#### В Персийската империя
- Цар на Персийската (Ахеменидска) империя e Дарий I (522 – 486 г. пр.н.е.).[1]

### В Европа
- Скитите извършват набези на юг от Дунав, в земите подчинени от персите, достигайки до Тракийски Херсонес като принуждават васалният на цар Дарий тиран Милтиад да напусне владенията си.[2]
- Хипий е тиран в Атина.[3]
- Спартанците организират първа експедиция срещу тирана на Атина от името на прогонените Алкмеониди. Тази морска операция е ръководена от Анхимолий, но претърпява поражение след като дебаркира при Фалер (в непосредствена близост до Атина) и след като атинския тиран получава в помощ сила от 1000 конници от своите тесалийски съюзници. Самият Анхимолий загива заедно с множество от подчинените му, а оцелелите спартанци бягат обратно на корабите си и се оттеглят.[4]

## Починали
- Анхимолий, спартански пълководец